# 손소선생분재기
손소선생분재기(孫昭先生分財記)는 대한민국 경상북도 경주시 강동면에 있는 조선시대의 분재기이다. 1972년 12월 29일 경상북도의 유형문화재 제14호로 지정되었다.

## 개요
조선 중종 5년(1510)에 손소 선생이 아들 손중돈을 비롯한 자녀 5남 2녀에게 재산을 분배해 주는 내용을 상세하게 기록한 재산 상속문서이다.
내용은 전답, 노비, 기타 재산의 내용으로 되어 있으며, 아들, 딸 구별없이 재산을 균등히 나누고 있다. 우리나라 재산상속은 부모가 죽고난 후 상속하는 것이 일반적이며, 자녀가 똑같이 재산을 상속하는 제도에서 점차적으로 장남을 우대하고 여타 자녀에게 불균등한 상속으로 바뀌어 오는데 이 문서는 자녀가 고루 균등히 재산을 분배하는 전형적인 상속문서이다. 분재기 끝에는 이언적을 비롯한 입회인이 직접 손으로 쓴 수결(지금의 서명)이 명시되어 있다.
이 상속문서는 전형적인 재산 균형분배의 문서기록으로 가족 및 친족제도사, 혼인사, 사회경제사 연구에 귀중한 자료이다. 이 분재기와 함께 손씨가문에는 16세기 분재기 2점을 비롯한 많은 고문서가 소장되어 있다.

## 참고 자료
- 손소선생분재기 - 국가유산청 국가유산포털